# Joaquín Yvancos Muñiz
Joaquín Yvancos Muñiz (València, 26 de febrer de 1954) és un jurista espanyol, director actual de la societat Revista Española de Derecho S.L., titular del despatx Yvancos&Abogados i de les seues diverses publicacions. Va exercir com a assessor en el Parlament Europeu durant cinc anys (juny de 1989 - juny de 1994).
És part de la tercera generació de la família d'advocats Yvancos que des de 1903 han exercit en l'àrea de l'assessorament jurídic d'empreses. És llicenciat en Dret per la Universitat de València des de 1977 i es va col·legir en els col·legis d'advocats de València, Madrid i Barcelona. En 1976 va entrar a formar part com a assessor jurídic i secretari del consell d'administració de l'empresa de distribució valenciana Martínez Colomer, SA (Marcol, SA), que en 1982 va ser en part adquirida pel grup Rumasa (Ruiz Mateos, SA). Durant 27 anys també va exercir com a lletrat de la família de José María Ruiz-Mateos, propietària en el seu moment del grup Rumasa.
En l'actualitat ostenta el càrrec de director del despatx Yvancos&Abogados que posseeix oficines a Madrid, Alacant i València, així com delegacions situades en altres comunitats autònomes d'Espanya.
En els últims anys Joaquín Yvancos ha representat a clients en casos com les Clàusules Sòl, Nueva Rumasa, Bankia, Banco Popular, Abengoa o Pescanova. També és autor del llibre “Una Família Ideal: Los Ruiz Mateo, sus andanzas y presuntas estafas”.
Col·labora en programes de la televisió espanyola de diferents cadenes, com La 1 de TVE, La Sexta, Telecinco o Antena 3.